# Groupement indépendant d'El Hierro
Pour les articles homonymes, voir AHI.
Le Groupement indépendant d'El Hierro (en espagnol : Agrupación Herreña Independiente) (AHI) est un parti politique de l'île d'El Hierro dans les îles Canaries. Il a été fondé en 1979. De 1979 à 1991, de 1995 à 2011 et de 2015 à 2019, le Cabildo insulaire d'El Hierro est présidé par AHI. C'est aujourd'hui le parti le plus voté dans l'île.